# Kisteremi
Kisteremi (románul: Tirimioara), falu Romániában, Maros megyében.

## Története
1623-ban Theremy néven említik először.
Nyárádkarácson község része. A trianoni békeszerződésig Maros-Torda vármegye Marosi alsó járásához tartozott.

## Népessége
2002-ben 162 lakosa volt, ebből 110 magyar és 52 román nemzetiségű.

## Vallások
A falu lakói közül 41-en ortodox, 7-en római katolikus, 82-en református és 2-en unitárius hitűek és 1 fő baptista.